# Ronde van Italië 2012/Veertiende etappe
De veertiende etappe van de Ronde van Italië 2012 werd verreden op 18 mei van Cherasco naar Cervinia. Het is een bergrit over een afstand van 206 km.

## Verloop
De etappezege was voor de Costa Ricaan Andrey Amador.
De Belgen Olivier Kaisen en Nikolas Maes waren mee in de vlucht van acht renners. Toen het klimwerk begon toonden Andrey Amador, Jan Bárta en Alessandro De Marchi zich de sterksten. Ze leken afgetekend over de meet te gaan komen, maar door hun wederzijds wantrouwen kwam het groepje van favorieten toch nog sterk opzetten. Amador haalde het uiteindelijk in de sprint, met slechts een twintigtal seconden overschot op Hesjedal.
Ryder Hesjedal zag in de laatste kilometers de kans schoon om de roze trui over te nemen van Joaquim Rodríguez. Deze twijfelde, wat hem de roze trui kostte. Net achter Rodriguez eindigde Thomas De Gendt eindigde verdienstelijk op de achtste plaats in het groepje met de favorieten.

## Rituitslag
| Cherasco - Cervinia (206 km) |                      |                              |          |
| Plaats                       | Naam                 | Ploeg                        | Tijd     |
| Winnaar                      | Andrey Amador        | Team Movistar                | 5u33'26" |
| 2                            | Jan Bárta            | Team NetApp                  | z.t.     |
| 3                            | Alessandro De Marchi | Androni Giocattoli-Venezuela | +2"      |
| 4                            | Ryder Hesjedal       | Team Garmin-Barracuda        | +20"     |
| 5                            | Paolo Tiralongo      | Astana Pro Team              | +45"     |
| 6                            | Rigoberto Urán       | Sky ProCycling               | +46"     |
| 7                            | Joaquim Rodríguez    | Team Katjoesja               | z.t.     |
| 8                            | Thomas De Gendt      | Vacansoleil-DCM              | z.t.     |
| 9                            | Michele Scarponi     | Lampre-ISD                   | z.t.     |
| 10                           | John Gadret          | AG2R-La Mondiale             | z.t.     |
|                              |                      |                              |          |
| 25                           | Tom Slagter          | Rabobank                     | +1'40"   |

## Klassementen
| Algemeen klassement |                    |                         |           |
| Plaats              | Naam               | Ploeg                   | Tijd      |
| Roze trui           | Ryder Hesjedal     | Team Garmin-Barracuda   | 59u55'28" |
| 2                   | Joaquim Rodríguez  | Team Katjoesja          | +9"       |
| 3                   | Paolo Tiralongo    | Astana Pro Team         | +41"      |
| 4                   | Sandy Casar        | FDJ-BigMat              | +1'05"    |
| 5                   | Ivan Basso         | Liquigas-Cannondale     | +1'06"    |
| 6                   | Roman Kreuziger    | Astana Pro Team         | +1'07"    |
| 7                   | Beñat Intxausti    | Team Movistar           | z.t.      |
| 8                   | Rigoberto Urán     | Sky ProCycling          | +1'19"    |
| 9                   | Michele Scarponi   | Lampre-ISD              | +1'20"    |
| 10                  | Domenico Pozzovivo | Colnago-CSF Inox        | +1'21"    |
| 11                  | Sergio Henao       | Sky ProCycling          | +1'39"    |
| 12                  | Dario Cataldo      | Omega Pharma-Quick Step | +1'42"    |
| 13                  | Sergio Pardilla    | Team Movistar           | +2'06"    |
| 14                  | Thomas De Gendt    | Vacansoleil-DCM         | +2'14"    |
| 15                  | Fränk Schleck      | RadioShack-Nissan-Trek  | +2'20"    |
| 16                  | Daniel Moreno      | Team Katjoesja          | +2'31"    |
| 17                  | Johann Tschopp     | BMC Racing Team         | +2'41"    |
| 18                  | Damiano Cunego     | Lampre-ISD              | +2'43"    |
| 19                  | Damiano Caruso     | Liquigas-Cannondale     | +2'56"    |
| 20                  | John Gadret        | AG2R-La Mondiale        | +3'04"    |
|                     |                    |                         |           |
| 26                  | Tom Slagter        | Rabobank                | +3'46"    |

| Puntenklassement |                    |                  |        |
| Plaats           | Naam               | Ploeg            | Punten |
| Rode trui        | Mark Cavendish     | Sky ProCycling   | 106    |
| 2                | Joaquim Rodríguez  | Team Katjoesja   | 64     |
| 3                | Domenico Pozzovivo | Colnago-CSF Inox | 53     |
|                  |                    |                  |        |
| 7                | Martijn Keizer     | Vacansoleil-DCM  | 48     |
| 22               | Thomas De Gendt    | Vacansoleil-DCM  | 26     |

| Bergklassement |                      |                              |        |
| Plaats         | Naam                 | Ploeg                        | Punten |
| Blauwe trui    | Michał Gołaś         | Omega Pharma-Quick Step      | 34     |
| 2              | Jan Bárta            | Team NetApp                  | 24     |
| 3              | Miguel Ángel Rubiano | Androni Giocattoli-Venezuela | 24     |
|                |                      |                              |        |
| 5              | Jan Bakelants        | RadioShack-Nissan-Trek       | 9      |
| 22             | Martijn Keizer       | Vacansoleil-DCM              | 4      |

| Jongerenklassement |                |                         |           |
| Plaats             | Naam           | Ploeg                   | Tijd      |
| Witte trui         | Rigoberto Urán | Sky ProCycling          | 59u56'47" |
| 2                  | Sergio Henao   | Sky ProCycling          | +20"      |
| 3                  | Damiano Caruso | Liquigas-Cannondale     | +1'37"    |
|                    |                |                         |           |
| 6                  | Tom Slagter    | Rabobank                | +2'27"    |
| 15                 | Julien Vermote | Omega Pharma-Quick Step | +52'02"   |

| Ploegenklassement |                     |            |
| Plaats            | Ploeg               | Tijd       |
|                   | Team Movistar       | 178u32'01" |
| 2                 | Astana Pro Team     | +5'19"     |
| 3                 | Liquigas-Cannondale | +5'55"     |

1e etappe ·
2e etappe ·
3e etappe ·
4e etappe ·
5e etappe ·
6e etappe ·
7e etappe ·
8e etappe ·
9e etappe ·
10e etappe ·
11e etappe ·
12e etappe ·
13e etappe ·
14e etappe ·
15e etappe ·
16e etappe ·
17e etappe ·
18e etappe ·
19e etappe ·
20e etappe ·
21e etappe
Startlijst · Eindstanden · Afbeeldingen